# Shimohata Shogo
Shogo Shimohata (下畠 翔吾 Shimohata Shōgo, sinh ngày 8 tháng 5 năm 1992) là một cầu thủ bóng đá người Nhật Bản. Anh thi đấu cho Kyoto Sanga.

## Sự nghiệp
Shogo Shimohata gia nhập Kyoto Sanga từ đội trẻ năm 2011. Anh có màn ra mắt ở Cúp Hoàng đế Nhật Bản ngày 1 tháng 1 năm 2012, trong trận chung kết với Tokyo. Anh chuyển đến câu lạc bộ tại Giải bóng đá Nhật Bản Sagawa Printing năm 2012. Năm 2013, anh trở lại Kyoto Sanga.

## Thống kê câu lạc bộ
Cập nhật đến ngày 23 tháng 2 năm 2016.
| Thành tích câu lạc bộ | Thành tích câu lạc bộ | Thành tích câu lạc bộ | Giải vô địch | Giải vô địch | Cúp                   | Cúp                   | Tổng cộng | Tổng cộng |
| Mùa giải              | Câu lạc bộ            | Giải vô địch          | Số trận      | Bàn thắng    | Số trận               | Bàn thắng             | Số trận   | Bàn thắng |
| Nhật Bản              | Nhật Bản              | Nhật Bản              | Giải vô địch | Giải vô địch | Cúp Hoàng đế Nhật Bản | Cúp Hoàng đế Nhật Bản | Tổng cộng | Tổng cộng |
| --------------------- | --------------------- | --------------------- | ------------ | ------------ | --------------------- | --------------------- | --------- | --------- |
| 2011                  | Kyoto Sanga FC        | J2 League             | 0            | 0            | 1                     | 0                     | 1         | 0         |
| 2012                  | Sagawa Printing       | JFL                   | 28           | 2            | -                     | -                     | 28        | 2         |
| 2013                  | Kyoto Sanga FC        | J2 League             | 8            | 0            | 0                     | 0                     | 8         | 0         |
| 2014                  | Kyoto Sanga FC        | J2 League             | 1            | 0            | 0                     | 0                     | 1         | 0         |
| 2015                  | Kyoto Sanga FC        | J2 League             | 20           | 0            | 2                     | 0                     | 22        | 0         |
| Tổng                  | Tổng                  | Tổng                  | 57           | 2            | 3                     | 0                     | 60        | 2         |